# Мартин, Дэйв
Дэйв Ма́ртин (англ. Dave Martin, род. 9 мая 1948 года) — английский бывший профессиональный игрок в снукер.

## Карьера
В 1984 году Мартин единственный раз за свою карьеру стал финалистом профессионального турнира — British Open. Кроме этого успеха, он 4 раза выходил в финальные стадии чемпионата мира (1981—1983, 1986), но каждый раз уступал своим соперникам в 1/16-й. На протяжении 6 сезонов Дэйв входил в топ-32 мирового рейтинга. В сезоне 1981/82 он занимал наивысшую для себя, 24-ю позицию.